# Villemomble Sports

Logo seit 2008

Villemomble Sports ist ein französischer Fußballverein aus Villemomble, einer Kleinstadt im Département Seine-Saint-Denis im östlichen Pariser Umland.
Gegründet wurde der Verein, in dem auch andere Sportarten betrieben werden, 1922. Seine Klubfarben sind Blau und Weiß; die Ligamannschaft trägt ihre Spiele im Stade Georges-Pompidou aus, das eine Kapazität von 2.000 Plätzen aufweist.
Präsident von Villemomble Sports ist Gérard Vivargent, die Ligamannschaft wird trainiert von Alain M’Boma (Stand: August 2007).

## Ligenzugehörigkeit und Erfolge
Profistatus hat Villemomble Sports noch nie besessen und demzufolge auch noch nicht in der Division 1 (seit 2002 Ligue 1 genannt) gespielt. Im französischen Pokalwettbewerb schaffte der Klub sein bestes Ergebnis 1977 mit dem Erreichen des Sechzehntelfinales. 2008 sind die Fußballer aus der National in die vierte Liga, den CFA, abgestiegen, in dem sie auch 2013/14 spielten.

## Bekannte ehemalige Spieler
- André-Joël Eboué (kamerunischer Nationalspieler)